# Cayo Papio Mutilo
Cayo Papio Mutilo fue un noble samnita, conocido por liderar al frente rebelde del sur contra el ejército romano durante la guerra Social (91-88 a. C.

## Líder militar
El ejército samnita, que constaba de los rebeldes del sur, era muy similar en número al de los romanos. Dos de los líderes itálicos fueron elegidos cónsules y otros doce fueron elegidos pretores. Los cónsules lideraron sus respectivos ejércitos ostentando el cargo de comandante en jefe del frente. Mutilo fue elegido cónsul y lideró las fuerzas rebeldes del sur en el 90 a. C. Su colega consular, Quinto Popedio Silón lideró el frente central de la resistencia itálica. Tanto Silón como Mutilo fueron prorrogados en el mando de los frentes gracias al éxito de sus campañas.
Mutilo alcanzó grandes éxitos militares como líder del ejército samnita durante su avance en territorio romano. Una de las batallas más importantes en la que participó el líder itálico se libró a las puertas de la ciudad de Nola, que tomó con una guarnición romana de 2.000 hombres que se negó a unirse al ejército de Mutilo y por ello fueron asesinados. 
Tras su victoria en Nola, Mutilo tomó las ciudades de Estabia, Minervium y Salerno conquistando por ello todo el territorio alrededor de Nuceria. Los ciudadanos de esas ciudades se rindieron debido al temor a la ira de Mutilo. Juntó a los prisioneros y esclavos y los incorporó a su ejército, llegando a reunir unos diez mil soldados de infantería y mil de caballería. Tras sus victorias, Mutilo siguió su lucha contra los romanos tomando las ciudades de Campania y las regiones circundantes. Durante el mando de Mutilo, el ejército samnita solo fue derrotado en dos ocasiones. Una frente al cónsul Lucio Julio César en el 90 a. C. y frente a Sila en el 89 a. C. Tras su derrota ante Sila, Mutilo fue proscrito y se suicidó.
- Datos: Q1376552